# Pellevoisin
Pellevoisin település Franciaországban, Indre megyében. Lakosainak száma 794 fő (2022. január 1.). Pellevoisin Argy, Frédille, Heugnes, Selles-sur-Nahon, Sougé és Villegouin községekkel határos.

## Népesség
A település népességének változása:
| Lakosok száma | 940  | 1027 | 916  | 874  | 830  | 776  | 758  | 791  | 797  | 794  |
|               | 1968 | 1982 | 1990 | 2006 | 2013 | 2015 | 2017 | 2019 | 2020 | 2022 |